# نهائي كوبا ليبرتادوريس 2005
نهائي كوبا ليبرتادوريس 2005 هو النهائي السادس والأربعون من بطولة كوبا ليبرتادوريس التي ينظمها اتحاد أمريكا الجنوبية لكرة القدم (كونميبول). لُعب النهائي بنظام الذهاب والإياب. أقيم بين أتلتيكو باراناينسي وساو باولو وانتهى بفوز ساو باولو، ليحقق لقبه الثالث في البطولة.

## عن الفريقين
| الفريق             | نهائيات سابقة (الخط العريض يشير لسنة الفوز) |
| ------------------ | ------------------------------------------- |
| أتلتيكو باراناينسي | -                                           |
| ساو باولو          | 1974، 1992 ، 1993 ، 1994                    |